# Bellingwolde (waterschap)
Bellingwolde is een voormalig waterschap in de provincie Groningen.
Het waterschap lag rond Bellingwolde, tussen de grens met Duitsland en de Westerwoldse Aa. De zuidgrens lag iets ten zuiden van de N969. Het waterschap werd opgericht in 1879 en was verantwoordelijk voor de bemaling van het voormalige Bellingwolderzijlvest, dat in 1864 was opgegaan in het boezemwaterschap Reiderland (vierde onderdeel). Bij Klein Ulsda lag een grondpomp of onderleider onder de Westerwoldse Aa, waardoor het water van het Bellingwolderzijlvest sinds 1657 op de Buiskooldiep werd gebracht. Bij hoogwater kon men ook direct via een klief op de Aa lozen. 
Het Bellingwolderzijlvest had oorspronkelijk vier poldermolens langs de Westerwoldse Aa, waarvoor in 1829 vergunning was verleend. De zogenaamde bovenmolen uit 1829 voerde het water omhoog naar de grondpomp en de klief, een tweede molen uit 1829 voerde het water vanuit het Langediep of Lupkediep aan; de overige twee uit 1832 ontvingen hun water uit de Nieuwe Molentocht en sloegen uit op de Ringsloot langs de Westerwoldse Aa. De molens werden bestuurd door een college van volmachten. Twee andere molens die op de Ringsloot uitsloegen, waren particulier bezit, waaronder een grote poldermolen te Booneschans uit 1764 en een kleinere spinnenkop met schroef. De laatste molen had een eind-18e-eeuwse voorloper die verder landinwaarts te Hamdijk stond. Een derde particuliere molen aan de Ringsloot (vermoedelijk eveneens een spinnenkop) werd na 1832 weer afgebroken.
Het waterschap Bellingwolde werd opgericht in 1879. Om de afwatering te verbeteren werd in 1880 een stoomgemaal te Klein-Ulsda gebouwd, waarna een van de molens werd verplaatst. Ten noorden van Booneschans verrees in 1900 een tweede stoomgemaal tegenover Tutjeshut die uitsloeg op de Westerwoldse Aa. In 1912 ging het waterschap alsnog deel uitmaken van het boezemwaterschap Reiderland. Als waterschapshuis fungeerde Hotel Reiderland te Bellingwolde.

## Booneschanskermolenkolonie
Ten westen van Bad Nieuweschans lag het gebied van de Uiterdijken of Booneschanskermolenkolonie dat soms als een zelfstandige molenkolonie werd beschouwd, maar feitelijk tot het waterschap Bellingwolde behoorde. Het gebied was vrijgesteld van een derde deel van de waterschapslasten, zo lang het een eigen molen bezat.
De Boneschansker molen was een van de eerste grotere poldermolens in de provincie Groningen. Hij werd gebouwd in 1764 en was particulier bezit.
Na de aanleg van het B.L. Tijdenskanaal in 1911 werd het water uit het gebied ten oosten van het kanaal via een onderleider aangevoerd. Deze oplossing voldeed kennelijk niet. In 1914 werd alsnog een waterschap Booneschans opgericht, waarna de molen werd vervangen door een motorgemaal ten oosten van het kanaal.
Waterstaatkundig gezien ligt het gebied sinds 2000 binnen dat van het waterschap Hunze en Aa's.